# Physella osculans
Physella osculans är en snäckart som först beskrevs av Samuel Stehman Haldeman 1841.  Physella osculans ingår i släktet Physella och familjen blåssnäckor. Inga underarter finns listade i Catalogue of Life.